# Talmej Elijahu
Talmej Elijahu (hebrejsky תַּלְמֵי אֵלִיָּהוּ‎, doslova „Elijahuovy brázdy“, v oficiálním přepisu do angličtiny Talme Eliyyahu, přepisováno též Talmei Eliyahu) je vesnice typu mošav v Izraeli, v Jižním distriktu, v Oblastní radě Eškol.

## Geografie
Leží v nadmořské výšce 135 metrů na severozápadním okraji pouště Negev; v oblasti která byla od 2. poloviny 20. století intenzivně zúrodňována a zavlažována a ztratila charakter pouštní krajiny. Jde o zemědělsky obdělávaný pás přiléhající k pásmu Gazy a navazující na pobřežní nížinu. Jižně od vesnice ovšem ostře začíná zcela aridní oblast pouštního typu zvaná Cholot Chaluca.
Obec se nachází 21 kilometrů od břehu Středozemního moře, cca 99 kilometrů jihojihozápadně od centra Tel Avivu, cca 98 kilometrů jihozápadně od historického jádra Jeruzalému a 35 kilometrů západně od města Beerševa. Talmej Elijahu obývají Židé, přičemž osídlení v tomto regionu je etnicky převážně židovské. 8 kilometrů severozápadním směrem ale začíná pásmo Gazy s početnou arabskou (palestinskou) populací.
Talmej Elijahu je na dopravní síť napojen pomocí lokální silnice 2310, která na severu ústí do lokální silnice 232 a na východě do lokální silnice 222.

## Dějiny
Talmej Elijahu byl založen v roce 1970. Je součástí kompaktního bloku zemědělských vesnic, do kterého spadají obce Ami'oz, Cochar, Ješa, Mivtachim, Ohad, Sde Nican, Talmej Elijahu. Zakladateli mošavu byla skupina cca 40 Židů z Francie. Vesnice je pojmenována podle Elijahu Krauzeho (1878–1962), která řídil zemědělskou školu v Mikve Jisra'el.
Místní ekonomika je založena na zemědělství (pěstování květin a zeleniny v skleníkách). Velká část obyvatel za prací dojíždí mimo obec. V mošavu fungují sportovní areály, synagoga, mikve a obchod se smíšeným zbožím.

## Demografie
Obyvatelstvo mošavu je sekulární. Podle údajů z roku 2014 tvořili naprostou většinu obyvatel v Talmej Elijahu Židé (včetně statistické kategorie "ostatní", která zahrnuje nearabské obyvatele židovského původu ale bez formální příslušnosti k židovskému náboženství).
Jde o menší obec vesnického typu s dlouhodobě rostoucí populací. K 31. prosinci 2014 zde žilo 317 lidí. Během roku 2014 populace klesla o 1,9 %.
| Rok            | 1972 | 1983 | 1995 | 2001 | 2003 | 2004 | 2005 | 2006 | 2007 | 2008 | 2009 | 2010 | 2011 | 2012 | 2013 | 2014 |
| -------------- | ---- | ---- | ---- | ---- | ---- | ---- | ---- | ---- | ---- | ---- | ---- | ---- | ---- | ---- | ---- | ---- |
| Počet obyvatel | 58   | 239  | 265  | 208  | 192  | 194  | 187  | 186  | 193  | 198  | 279  | 291  | 282  | 309  | 323  | 317  |